# Comuna Giubega, Dolj
Giubega este o comună în județul Dolj, Oltenia, România, formată numai din satul de reședință cu același nume.

## Demografie
Componența etnică a comunei Giubega
     Români (90,35%)
     Alte etnii (0,17%)
     Necunoscută (9,48%)
Componența confesională a comunei Giubega
     Ortodocși (89,34%)
     Alte religii (0,9%)
     Necunoscută (9,76%)
Conform recensământului efectuat în 2021, populația comunei Giubega se ridică la 1.782 de locuitori, în scădere față de recensământul anterior din 2011, când fuseseră înregistrați 2.036 de locuitori. Majoritatea locuitorilor sunt români (90,35%), iar pentru 9,48% nu se cunoaște apartenența etnică. Din punct de vedere confesional, majoritatea locuitorilor sunt ortodocși (89,34%), iar pentru 9,76% nu se cunoaște apartenența confesională.

## Politică și administrație
Comuna Giubega este administrată de un primar și un consiliu local compus din 11 consilieri. Primarul, Marian Bucătură[*], de la Partidul Național Liberal, este în funcție din 1 noiembrie 2024. Începând cu alegerile locale din 2024, consiliul local are următoarea componență pe partide politice:
|  | Partid                          | Consilieri | Componența Consiliului | Componența Consiliului | Componența Consiliului | Componența Consiliului | Componența Consiliului |
|  | ------------------------------- | ---------- | ---------------------- | ---------------------- | ---------------------- | ---------------------- | ---------------------- |
|  | Partidul Național Liberal       | 5          |                        |                        |                        |                        |                        |
|  | Partidul Social Democrat        | 4          |                        |                        |                        |                        |                        |
|  | Alianța pentru Unirea Românilor | 1          |                        |                        |                        |                        |                        |
|  | Uniunea Salvați România         | 1          |                        |                        |                        |                        |                        |